# خوان سن‌سباستین گومز
 خوان سن‌سباستین گومز (انگلیسی: Juan Sebastián Gómez؛ زاده ۵ مارس ۱۹۹۲) یک تنیس‌باز اهل کلمبیا است.